# Stazione di Egnazia
La stazione di Egnazia era una stazione ferroviaria posta sulla linea Bari-Lecce.

## Storia
L'impianto venne attivato nel 1938 con la qualifica di posto di movimento. Successivamente venne trasformato in stazione.
La stazione di Egnazia venne soppressa il 30 luglio 2006, contemporaneamente all'attivazione del raddoppio fra Polignano e Fasano.